# 名村造船所

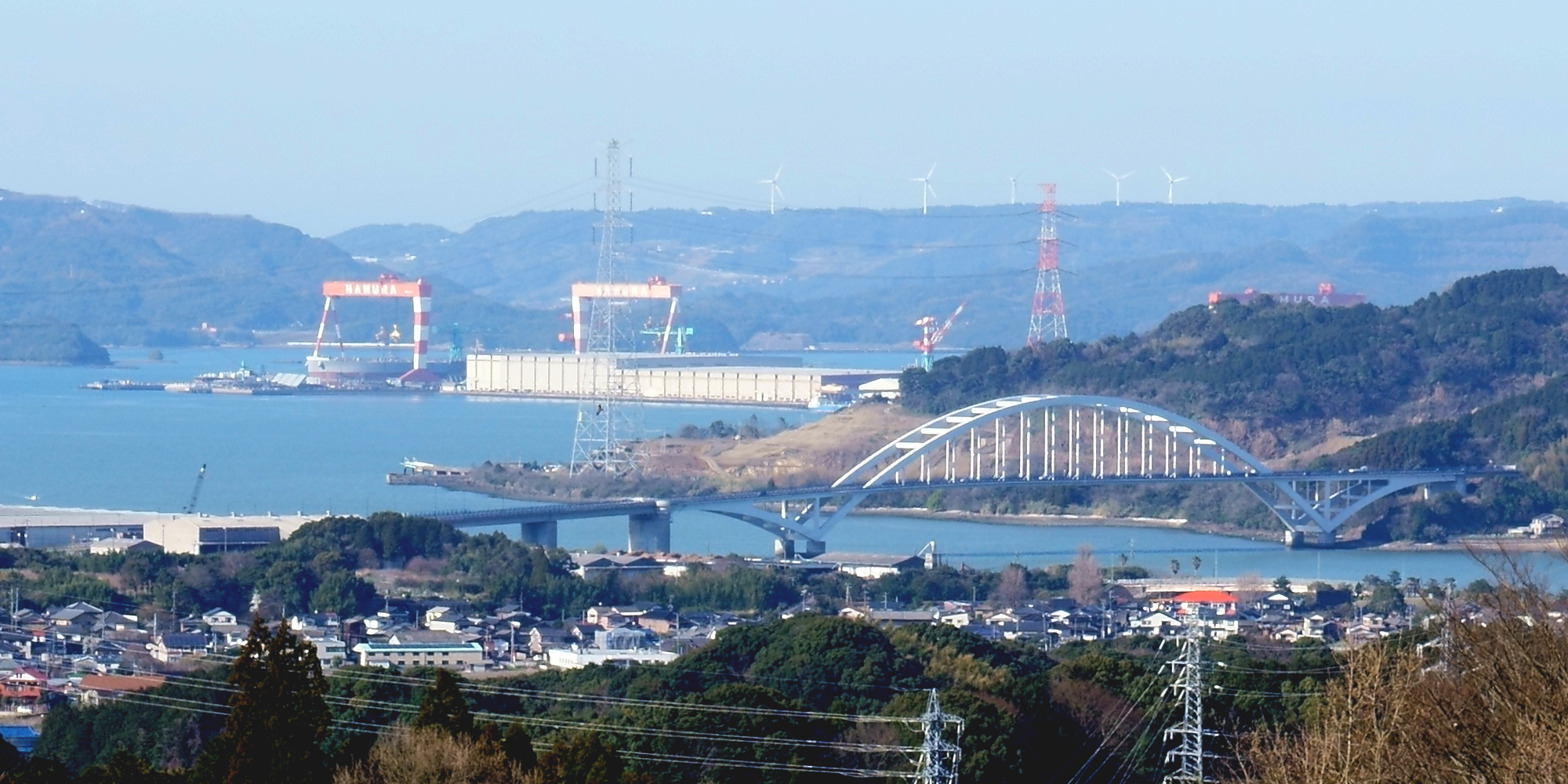
伊万里湾大橋とともに伊万里事業所を遠望（2018年）

株式会社名村造船所（なむらぞうせんしょ）は、大阪市西区に本社を置く日本の造船会社である。

## 概要
いわゆる「中手」造船所のひとつであり、主力とする新造船事業においてはケープサイズバルクキャリア、マラッカマックス型VLCCなどの大型商船を主に建造している。
かつては大阪市住之江区北加賀屋4丁目の木津川に面する敷地に本社ならびに大阪工場を有していたが、川幅の制約を脱して船舶の大型化の趨勢に対応するため、1970年代前半に佐賀県伊万里湾に伊万里工場（現：伊万里事業所）を新設。大阪工場を閉鎖して以降は、株式上場先が大阪証券取引所第一部であったことやメインバンクの三和銀行（現：三菱UFJ銀行）との関係から登記上の本社および財務部門を大阪に残し、船舶営業部門は東京、その他の間接部門ならびに新造船事業における設計・製造部門をはじめとする大部分の機能は伊万里事業所という現在の体制となった。みどり会の会員企業であり三和グループに属している。
冷戦終結後の新造船需要の緩やかな増大や2000年代の造船ブームに伴って実施した大型設備投資によって伊万里事業所での竣工量を大きく伸ばしたことに加え、2008年（平成20年）より函館どつく、2014年（平成26年）より佐世保重工業を子会社化したことにより、新造船事業における竣工量は今治造船グループ・ジャパンマリンユナイテッドに次ぐ国内3位グループを大島造船所と争う規模となっている。

## 沿革
- 1911年（明治44年） - 名村源之助により創業。
- 1931年（昭和6年） - 株式会社に改組、株式会社名村造船所として新発足。大阪市住之江区の旧村尾船渠の施設一切を買収し、本工場とする。
- 1942年（昭和17年） - 東京事務所開設。
- 1949年（昭和24年） - 大阪証券取引所に株式上場。
- 1961年（昭和36年） - 鉄構工場新設、陸上部門に進出。
- 1974年（昭和49年） - 伊万里工場竣工、操業を開始。
- 1979年（昭和54年） - 大阪工場の設備を特定船舶製造業安定事業協会に売却。
- 1982年（昭和57年） - 本社を大阪市住之江区から西区に移転。
- 1983年（昭和58年） - 伊万里事業所に海洋陸機工場新設。玄海テック株式会社、名村情報システム株式会社を設立。
- 1998年（平成10年） - 名村マリン株式会社を設立。
- 2001年（平成13年） - 函館どつく株式会社に資本参加。
- 2004年（平成16年） - オリイメック株式会社を株式交換により、完全子会社化。
- 2006年（平成18年） - 伊万里事業所の船舶建造設備を増強（第一次大型設備投資）。
- 2007年（平成19年） - 伊万里事業所の船舶建造設備を増強（第二次大型設備投資）。
- 2008年（平成20年） - 函館どつく株式会社を子会社化。
- 2013年（平成25年） - 大阪証券取引所と東京証券取引所との現物株市場統合に伴い、東京証券取引所第一部に上場。
- 2014年（平成26年） - 佐世保重工業を株式交換により、完全子会社化[5]。
- 2018年（平成26年） - オリイメック株式会社を株式会社アマダホールディングスに全株譲渡。

## 事業所一覧
- 本社 - 大阪市西区立売堀2丁目1番9号 日建ビル8F
- 東京事務所 - 東京都港区虎ノ門一丁目15番12号 日本ガス協会ビル4F
- 伊万里事業所 - 佐賀県伊万里市黒川町塩屋5番地1
  - 建造ドック： L 450m × B 70m

### 船舶海洋事業部
- ロンドン駐在員事務所 - 17 Hanover Square, London, W1S 1BN U.K.

### 鉄構事業部
- 名古屋営業所 - 名古屋市中区丸の内3丁目8番10号 ISH丸の内ビル7F
- 大阪営業所 - 大阪市西区立売堀2丁目1番9号 日建ビル8F
- 福岡営業所 - 福岡市中央区天神3丁目2番20号 名村ビル3F
- 佐賀営業所 - 佐賀市鍋島3丁目3番20号 鍋島シェスト3F

## 主要関係会社
- 佐世保重工業株式会社 100%
- 函館どつく株式会社 89.9%
- 名村マリン株式会社 100%
- 名村エンジニアリング株式会社 100%
- 名村情報システム株式会社 100%
- 名和産業株式会社 100%
- 玄海テック株式会社 100%

## 脚註
1. ↑  組織図 - 株式会社名村造船所 2021年4月1日
2. ↑  「日本造船業の主役となった中手造船所」三井物産戦略研究所、2015年5月13日。
3. ↑  「名村造船所、本社機構を来春にも伊万里工場に移す――実質的には東京と2本社制に」『日本経済新聞』1979年8月9日朝刊、7頁。
4. ↑  “メンバー会社一覧｜みどり会”. みどり会公式サイト.   株式会社みどり会. 2024年8月4日閲覧。
5. ↑  株式会社名村造船所と佐世保重工業株式会社の株式交換に関する契約締結のお知らせ